# Takes 2 to Tango
Takes 2 to Tango är en låt framförd av den finländska sångaren Jari Sillanpää. Låten var Finlands bidrag i Eurovision Song Contest 2004 i Istanbul i Turkiet. Låten är skriven av Sillanpää själv, i samarbete med Mika Toivanen.
Bidraget framfördes i semifinalen den 12 maj och fick 51 poäng vilket gav en fjortonde plats, inte tillräckligt för att gå vidare till finalen.